# Lãnh thổ Wisconsin
Lãnh thổ Wisconsin (tiếng Anh: Territory of Wisconsin) từng là một lãnh thổ hợp nhất có tổ chức của Hoa Kỳ, tồn tại từ 3 tháng 7 năm 1836 cho đến ngày 29 tháng 5 năm 1848 khi phần phía đông của lãnh thổ được phép gia nhập vào liên bang để trở thành tiểu bang Wisconsin. Belmont ban đầu được chọn làm thủ phủ của lãnh thổ nhưng bị thay thế bởi Madison vào tháng 10 năm 1836.

## Khu vực lãnh thổ
Phần đất thứ hai (phần đất xanh đậm trong hình bên phải) và cũng là phần đất tồn tại lâu dài nhất của Lãnh thổ Wisconsin từng là một phần đất nguyên thủy của Lãnh thổ Tây Bắc. Về sau, khu vực này thuộc Lãnh thổ Indiana khi lãnh thổ này được thành lập vào năm 1800. Năm 1809, nó trở thành một phần đất của Lãnh thổ Illinois. Khi Illinois sắp trở thành một tiểu bang vào năm 1818 thì khu vực này được nhập vào Lãnh thổ Michigan. Sau đó, Lãnh thổ Wisconsin là từ Lãnh thổ Michigan được tách ra vào năm 1836 khi tiểu bang Michigan chuẩn bị gia nhập liên bang.
Tuy nhiên, Lãnh thổ Wisconsin nguyên thủy, như được thành lập theo luật vào ngày 20 tháng 4 năm 1836, đã không bao gồm vùng đất từ Lãnh thổ Tây Bắc nguyên thủy. Theo đạo luật ngày 20 tháng 4 năm 1836, một phần đất của lãnh thổ là do Pháp nhượng lại kết hợp với phần lớn hơn nhiều là lãnh thổ của Hoa Kỳ nằm ở phía đông sông Mississippi. Năm 1833, Quốc hội Hoa Kỳ sáp nhập nhiều dải đất lớn nằm ở phía tây sông Mississippi vào Lãnh thổ Michigan. Khi Lãnh thổ Wisconsin được tách ra từ Lãnh thổ Michigan, nó thừa hưởng phần đất phía tây. Như thế, Lãnh thổ Wisconsin vào năm 1836 bao gồm tất các tiểu bang ngày nay là Wisconsin, Minnesota, và Iowa, một phần của Nam và Bắc Dakota nằm phía đông sông Missouri. Phần lãnh thổ phía đông sông Mississippi nguyên thủy là một phần của Lãnh thổ Tây Bắc. Đây là vùng đất nằm trong số đất đai mà Vương quốc Anh nhượng lại cho Hoa Kỳ vào năm 1783. Phần lớn đất đai còn lại của Lãnh thổ Wisconsin ban đầu từng là một phần đất thuộc Cấu địa Louisiana. Tuy nhiên cũng có một phần đất nhỏ trong số này từng được Vương quốc Anh nhượng lại vào năm 1818. Phần đất này nằm bên phía tây sông Mississippi đã được tách ra từ Lãnh thổ Missouri vào năm 1821 và đưa vào Lãnh thổ Michigan năm 1834. Năm 1838, Lãnh thổ Iowa được thành lập, làm giảm thiểu diện tích của Lãnh thổ Wisconsin trong vòng 10 năm tiếp theo. Khi Wisconsin được phép gia nhập liên bang để trở thành một tiểu bang thì các ranh giới của nó lại bị thu nhỏ lại như ngày nay.

## Lịch sử
Có nhiều bất thường trong niên biểu lịch sử vào lúc lãnh thổ được thành lập. Sau khi Quốc hội Hoa Kỳ từ chối thỉnh cầu của Michigan được phép gia nhập liên bang thành một tiểu bang, nhân dân Michigan tự thông qua hiến pháp của mình vào tháng 10 năm 1835 và bắt đầu lập chính quyền tự trị vào lúc đó. Tuy nhiên, Michigan không gia nhập liên bang cho đến ngày 26 tháng 1 năm 1837, và Quốc hội Hoa Kỳ đã không tổ chức Lãnh thổ Wisconsin riêng biệt khỏi Michigan cho đến ngày 3 tháng 7 năm 1836.
Với hy vọng là duy trì chính quyền một cách liên tục trong khoảng thời gian chuyển tiếp, quyền thống đốc của Lãnh thổ Michigan, Stevens T. Mason, ra tuyên bố ngày 25 tháng 8 năm 1835. Tuyên bố này kêu gọi bầu cử một hội đồng lập pháp miền tây (Hội đồng Lãnh thổ Michigan lần thứ 7). Hội đồng này sẽ họp tại Green Bay, Wisconsin vào ngày 1 tháng 1 năm 1836. Tuy nhiên, vì có vấn đề gây tranh cãi giữa Michigan và Ohio về dải đất Toledo nên tổng thống Jackson bãi nhiệm Mason vào ngày 15 tháng 8 năm 1835, và thay thế bằng John S. Horner. Horner ra tuyên bố của mình ngày 9 tháng 11 năm 1835, kêu gọi hội đồng họp vào ngày 1 tháng 12 năm 1835 — khiến cho các đại biểu có ít hơn một tháng để nhận ra sự thay đổi này và đi đến họp. Điều này làm cho các đại biểu khó chịu và làm ngơ lời tuyên bố đó. Hội đồng họp vào ngày 1 tháng 1 như dự trù trước đây, nhưng Horner, mặc dù thông báo đến dự, bị bệnh đến trễ. Vì không có mặt thống đốc nên hội đồng không thể làm gì được ngoài một vài nhiệm vụ nghi lễ và hành chính. Vì từ bỏ chủ quyền dải đất Toledo nên Michigan được trao cho Bán đảo Thượng.
Tổng thống Andrew Jackson bổ nhiệm Henry Dodge làm thống đốc và Horner làm trưởng lãnh thổ vụ. Lập pháp lần thức nhất của lãnh thổ mới được thống đốc Dodge triệu tập ở Belmont trong Quận Lafayette ngày nay vào ngày 25 tháng 10 năm 1836. Năm 1837, Burlington, Iowa trở thành thủ phủ thứ hai của Lãnh thổ Wisconsin. Năm sau đó, Lãnh thổ Iowa được thành lập và thủ phủ được dời về Madison.

## Các trưởng lãnh thổ vụ của Lãnh thổ Wisconsin
- John S. Horner 1836–37
- William B. Slaughter 1837–41
- Francis J. Dunn 1841
- Alexander P. Field 1841–43
- George Rogers Clark Floyd 1843–46
- John Catlin 1846–48

## Lập pháp lãnh thổ
Lập pháp của Lãnh thổ Wisconsin gồm có một hội đồng (tương đương một thượng viện) và các dân biểu. Phiên họp đầu tiên của Đệ nhất Lập pháp Lãnh thổ được nhóm họp tại Belmont, Quận Iowa (hiện nay nằm trong Quận Lafayette) vào ngày 25 tháng 10 và kết thúc vào ngày 9 tháng 12 năm 1836. Hội đồng vào lúc đó có 14 ghế. Có 26 dân biểu. Chủ tịch viện dân biểu là Peter H. Engle của Quận Dubuque ("Quận Dubuque" vào lúc đó bao gồm tất cả lãnh thổ nằm ở phía tây sông Mississippi và phía bắc vĩ tuyến được định vị bằng điểm cuối phía nam của Đảo Rock).
Phiên họp cuối cùng của lập pháp lãnh thổ là phiên họp thứ hai của Đệ ngũ Lập pháp Lãnh thổ, được nhóm họp vào ngày 7 tháng 2 năm và kết thúc vào ngày 13 tháng 3 năm 1848. Chủ tịch của Hội đồng gồm 13 thành viên là Horatio N. Wells của Quận Milwaukee, và chủ tịch viện dân biểu gồm 26 thành viên là Timothy Burns của Quận Iowa.

## Tổng biện lý Lãnh thổ Wisconsin
- Henry S. Baird 1836–39
- Horatio N. Wells 1839–41
- Mortimer M. Jackson 1841–1845
- William Pitt Lynde 1845
- A. Hyatt Smith 1845–48

## Đại biểu Quốc hội Hoa Kỳ
- George Wallace Jones 1836–1838
- James Duane Doty 1839–41
- Henry Dodge 1841–45
- Morgan Lewis Martin 1845–47
- John Hubbard Tweedy 1847–48
- Henry Hastings Sibley 1848–49